# Champ pétrolifère de Midway-Sunset

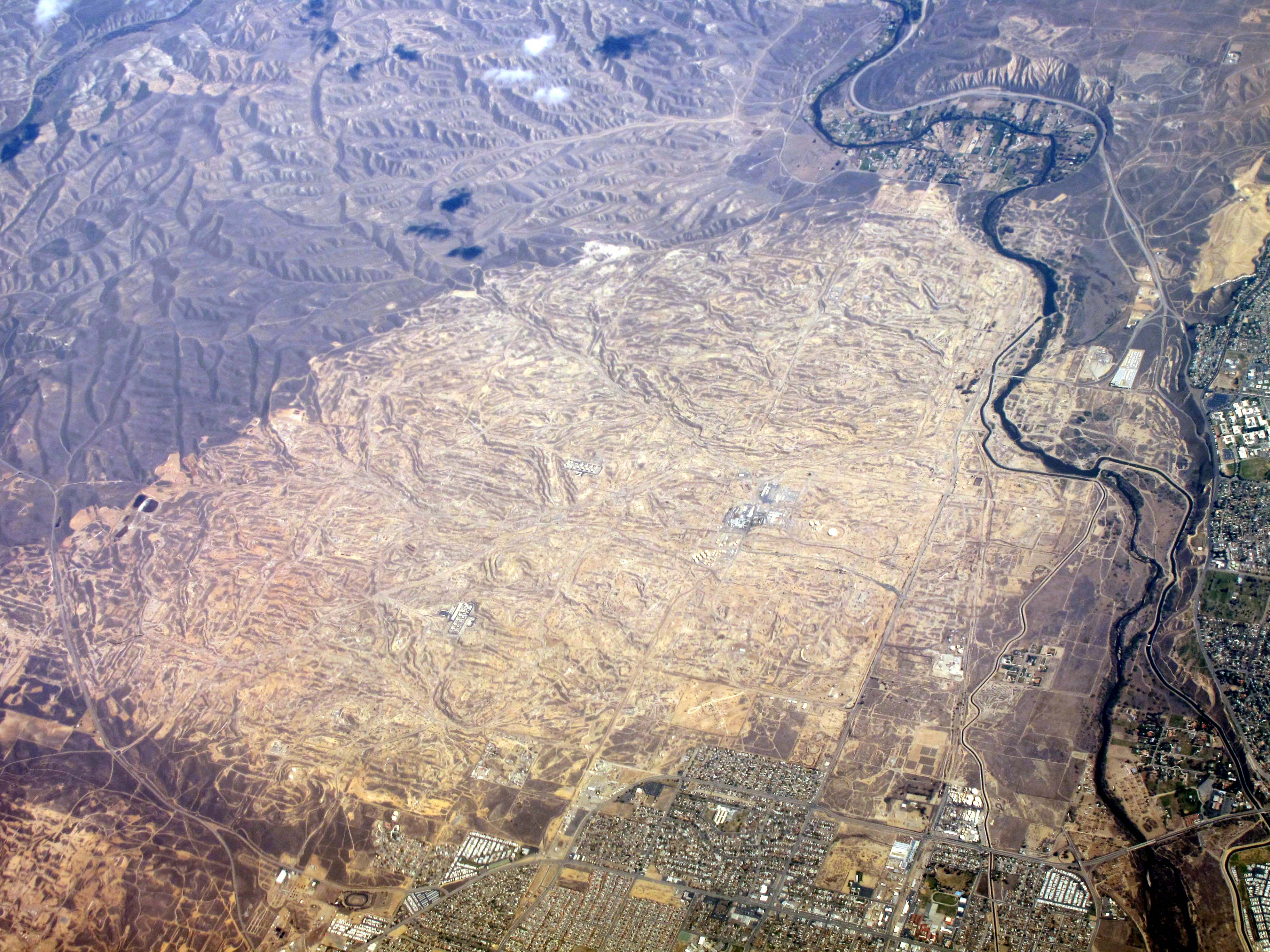
Vue aérienne partielle du champ.

Le champ pétrolifère de Midway-Sunset est un champ pétrolifère situé au sein de la vallée de San Joaquin, dans le comté de Kern en Californie aux États-Unis. C'est le plus grand champ pétrolier connu de la Californie et le 3e plus étendu des États-Unis.
Il est exploité principalement par la société Chevron.
Le champ fut découvert en 1894, et fin 2006, il avait déjà produit près de 3 milliards de barils soit 48 000 000 m3 de pétrole. À cette époque, ses réserves étaient estimées à approximativement 532 millions de m3, soit 18 % de celles de la Californie.

## Installations

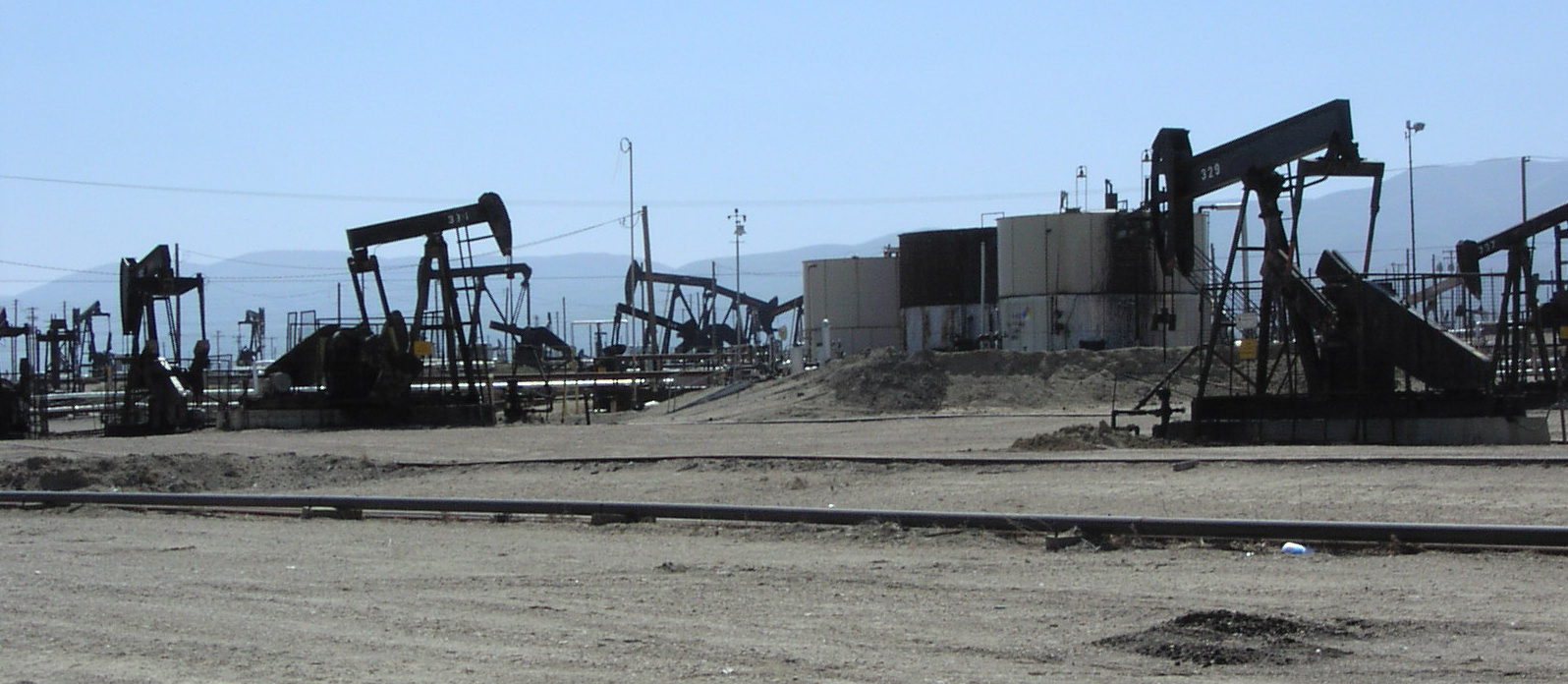
Puits et citernes de stockage dans l'Ouest de la Californie près de la route U.S. Highway 33, dans le champ de Midway-Sunset.

Le champ de pétrole s'étend du sud-est au nord-ouest, sur une longueur de 30 km et une largeur de 6 km de l'est de Maricopa jusqu'au sud de McKittrick, parallèlement aux Temblor Range (en) orientés vers le sud-ouest. La plus grande partie du champ de pétrole est donc dans la vallée de Midway et les collines du nord-est des Temblor Ranges. Vers le nord-est on retrouve les collines de Buena Vista étendues parallèlement à la vallée de Midway et aux Temblors.
Les puits les plus largement exploités et maintenant épuisés, donc partiellement abandonnés de Buena Vista Oil Field (en) siègent près de cette série de collines peu élevées.
La California State Route 33 (en) s'étend le long de Midway-Sunset sur sa plus grande longueur, et les villes de Taft, Maricopa), et de Fellows sont construites directement sur le champ pétrolifère. D'autres champs pétroliers siègent aussi le long de la Route 33 en particulier au nord : le "Cymric Oil Field (en)", le McKittrick Oil Field (en), et un champ plus large nommé South Belridge Oil Field (en). La Route 33 est la principale route publique qui traverse le champ mais presque parallèle à la Highway 33, et plus proche des "Temblor Ranges" , se situe aussi la "Midoil Road", qui relie les champs de pétrole vers la frontière sud-ouest. La route commence vers les hauteurs de Taft, passe à travers "Fellows", et rejoint la " Mocal Road", qui passe à travers la zone la plus densément développée du champ et rejoint la route Highway 33 juste au sud de Derby Acres. La route dite "Crocker Springs Road", passe à travers les "Temblor Range" vers la plaine de Carrizo, coupant la "Mocal Road" à environ 2 miles au sud de son intersection avec la Highway 33. Enfin une autre route publique passe à travers une partie du champ pétrolier de Midway-Sunset, c'est la "Petroleum Club Road", qui court vers le sud-est à partir de Taft, et passe sur le site du jaillissement de Lakeview.

## Géologie
Alors que le champ de Midway-Sunset est une large zone continue couvrant plus de 30 km2, il comprend 22 réservoirs identifiables et dénommés séparément, qui sont situés dans 6 formations géologiques différentes datées du Pléistocène : la formation "Tulare" (géologiquement la plus récente, la plus étroite et la première à avoir été découverte), jusqu'à la formation Temblor du Miocène (la plus ancienne, et l'une des dernières à avoir été découvertes). À travers tout le champ, la formation "Tulare" constitue souvent le couvercle imperméable sous lequel le pétrole tend à se collecter, mais dans certaines zones c'est une couche productive en elle-même. Son épaisseur moyenne est de 200 à 1 400 pieds soit 60 à 430 m de profondeur.
L'un des principaux autres réservoirs qui furent découverts, fut le "Gusher Pool", qui fut exploré à partir de 1909, prenant son nom de l’événement lui-même : un large jaillissement de pétrole. La survenue de celui-ci fut néanmoins éclipsée dès l'année suivante, quand les équipes de forage trouvèrent le site de " Lakeview Pool" en forant de façon non prévisible dans le toit du réservoir de pétrole sous forte pression. Son contenu fut estimé ensuite à environ 1 300 psi (9 000 kpa) à partir de la hauteur atteinte par le jet d'huile. Il en résulta le jaillissement de Lakeview qui fut le plus durable et le plus prolifique des débordements de pétrole de l'histoire des États-Unis,.
Les prospecteurs continuèrent à trouver des poches d'hydrocarbures tout le long du XXe siècle, avec des découvertes survenant encore dans les années 1980. La plupart des réservoirs datent du Miocène et de la Monterey Formation (en), avec une profondeur le plus souvent aux alentours des 4 900 pieds (1 500 m), bien qu'une poche découverte en 1979, nommée le "PULV" Pool, fut trouvée à 8 700 pieds soit (2 700 m) en dessous de la surface du sol. Mais le seul puits développé à cette profondeur a dû être abandonné moins d'un an après avoir été foré .

## Exploitation

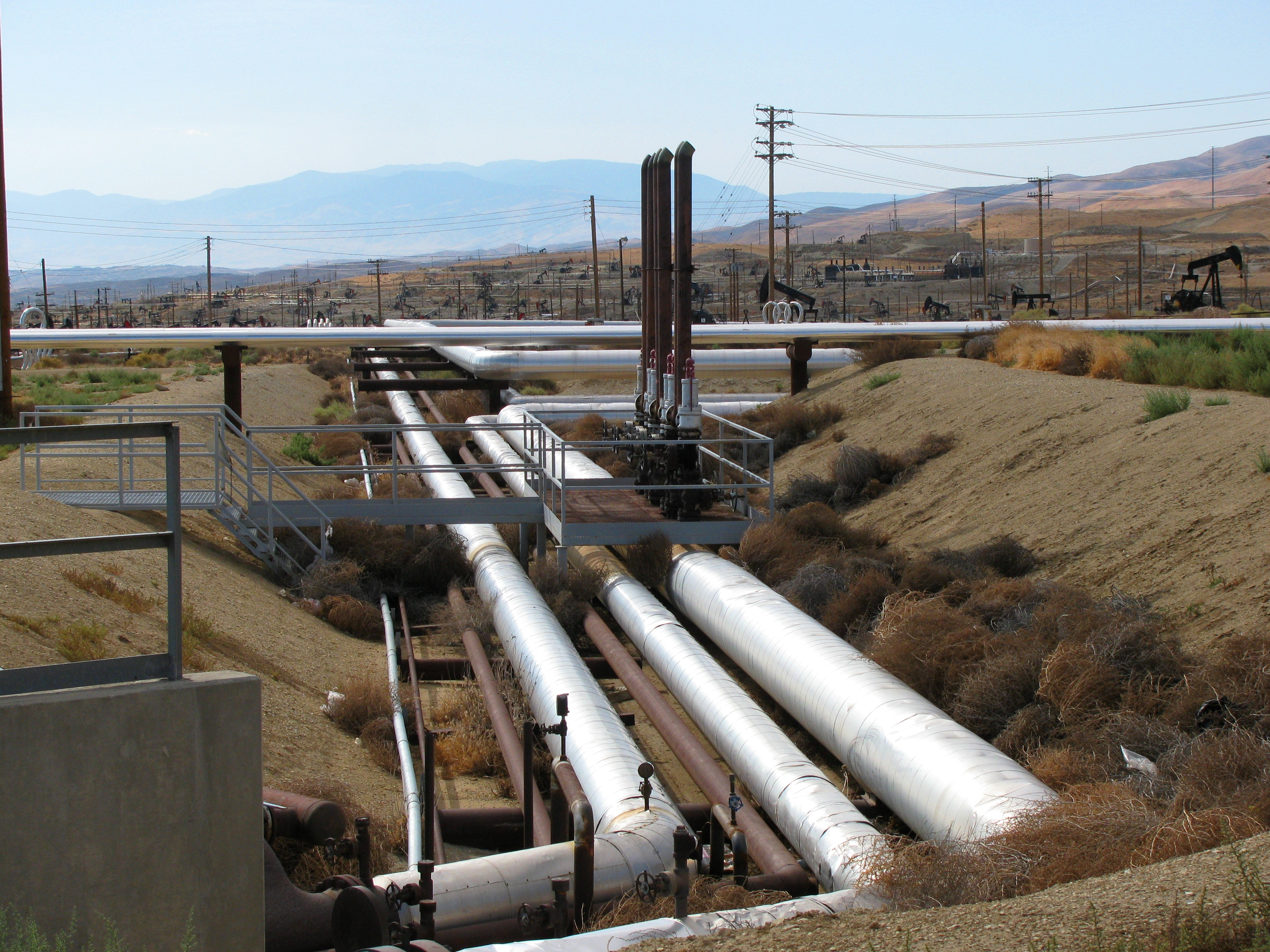
Canalisations émergeant de l'installation de " Midway Sunset". Notez les centaines d'unités de pompage dans l'arrière-plan ; ceci est la partie la plus densément développée du champ de pétrole.

Les principaux opérateurs intervenant à Midway-Sunset, en 2008, sont Aera Energy LLC (en), et Chevron. Les autres opérateurs agissant sur le champ comprennent de grosses entreprises telles que Occidental Petroleum et Plains Exploration & Production (en), mais aussi de nombreux puits indépendants comme "Breitburn Energy", Berry Petroleum Company (en), "E&B  Natural Resources ", "Crimson Resource Management", et bien d'autres[Quoi ?]. En 2008, qui est la date de recensement la plus récente, le champ de pétrole comporte 11 494 puits de production, plus que tous les autres champs de Californie (le Kern River Field est le second avec 9 689 puits). Un déplacement[Quoi ?] le long de la "State Route 33" entre Maricopa and McKittrick permet de voir des centaines de systèmes de pompage mais une proportion faible des puits sont visibles depuis la route.
Plusieurs technologies d'extraction ont été employées à Midway-Sunset. Depuis que le pétrole est devenu lourd et ne s'écoule plus librement, l'extraction doit être facilitée par des méthodes thermiques, qui comprennent des injections de vapeur d'eau, des jets cycliques, et même des combustions in situ. Le Waterflooding (en) est aussi utilisé pour booster la pression à l'intérieur des réservoirs.

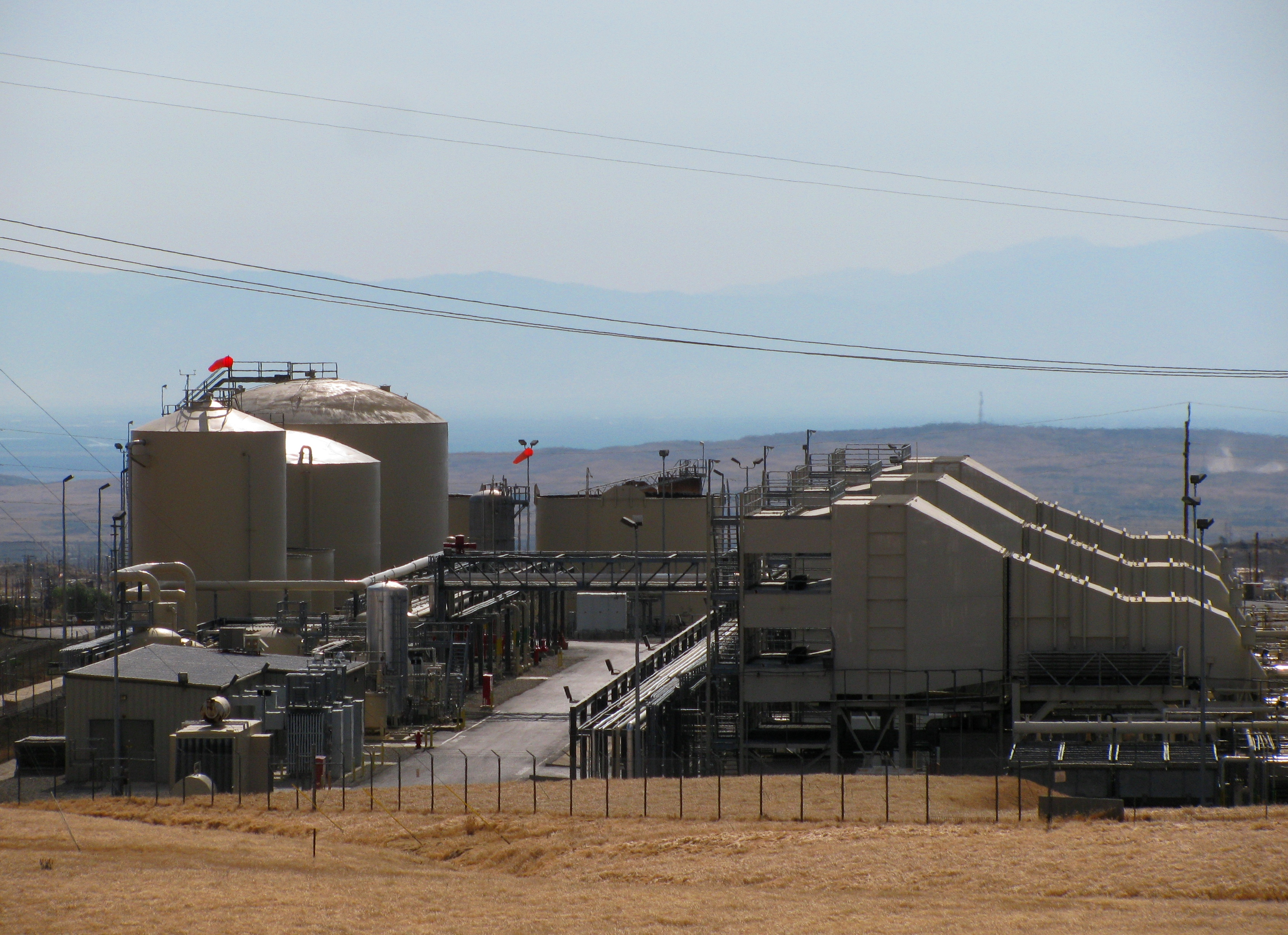
Centrale de cogénération, qui brûle les gaz provenant du champ d'hydrocarbures pour produire de la vapeur qui, réinjectée, augmente la récupération et produit aussi de l'électricité pour le réseau de la Californie.

## Cogénération
Dans la mesure où le champ d'hydrocarbures de Midway-Sunset est riche en pétrole lourd nécessitant de la vapeur pour favoriser la récupération du brut, de nombreux opérateurs de cette région ont construit des installations de cogénération pour à la fois injecter de l'électricité sur le réseau électrique et créer de la vapeur d'eau nécessaire pour les besoins de leurs activités d'extraction. Ces installations brûlent du gaz naturel, disponible en abondance sur le site et convertissent l'énergie à la fois en électricité et en vapeur utilisée pour fluidifier les hydrocarbures lourds du réservoir du site lui-même.
L'une des plus importantes installations est une usine d'une puissance de 225 mégawatts, qui fut construite par la "Sun Cogeneration company" avec l'aide de la "Southern California Edison" à la limite ouest du champ, le long de la route "Crocker Springs Road". Le permis de construire fut approuvé en 1987 et l'usine devint opérationnelle deux ans plus tard ; elle est maintenant connue comme la "Midway-Sunset Cogeneration Company". La Commission de l’Énergie de l’État de Californie, n'autorisa la construction de l'installation qu'après avoir satisfait à plusieurs mesures concernant la protection de l'environnement, comportant des protections de l'habitat pour plusieurs espèces mises en danger car vivant à proximité, et en particulier le renard nain (kit fox) dans la vallée de San Joaquin. En 2008, la compagnie opérant sur cette installation reversa 85,7 millions de dollars à l’État de la Californie pour une revendication persistante pour la période 2000-2001.
Crise de l'énergie en Californie.
Les autres installations de cogénération du champ de Midway-Sunset comprennent le "Dome Project" de Nuevo Energy (maintenant nommée Plains Exploration & Production (en)) ; Aera Energy LLC (en) ; "Midset Cogeneration" ; l'installation "Arco Oxford" près de Fellows ; une usine de Chevron dans les collines au sud de Taft ; le "M.H. Whittier plant" à l'est de Taft ; et le "Monarch, Berry Petroleum", "Chalk Cliff Cogeneration plants" situé entre Maricopa et Taft.

## Histoire de la production

Estimation actuelle des découvertes et de la production cumulée du champ pétrolier de Midway-Sunset de 1900 à 2000.

Le champ de Midway-Sunset continue d'être le champ le plus productif de Californie en 2012, avec 29,3 millions de barils produits, un peu moins que les 30,6 millions produits en 2011.
La taille des ressources estimée finalement pour le champ pétrolier de Midway-Sunset a continué d'augmenter de façon continue durant les 120 ans de la production. La première estimation publiée de sa taille était juste en dessous d'1 milliard de barils en 1930. De nouvelles réserves ont continué à être découvertes dans les années 1950. Au début de 1960, les opérateurs commencèrent à piloter des injections de vapeur, qui apportèrent des succès, et la liquéfaction par l'injection de vapeur dans les années 1960 et 1970 furent encore plus efficace. L'importance des réserves fut révisée à la hausse de façon répétée, en commençant dans les années 1960 (voir la carte à gauche). Une révision à la hausse en 1991 de 500 millions de barils de pétrole fut suivie en 1999 par un autre saut des réserves à plus de 700 millions de barils. De 1988 à 1998, environ 80 % du brut produit à Midway-Sunset (477 millions des 600 millions de barils produits) suivit une production « incrémentielle » attribuée à l'augmentation des découvertes mais il semble aussi que ces réserves supplémentaires peuvent être attribuées à l'amélioration des techniques de récupération du pétrole.

## Estimation des réserves conventionnelles d'hydrocarbures
Bien que la plus grande partie du contenu en brut initialement présent sur place ait été extraite du champ, il contient encore l'équivalent estimé de 584 millions de barils de pétrole in-situ, soit 18 % des réserves totales de la Californie, évaluées à 3,2 milliards de barils.

### Autres lectures conseillées
- California Oil and Gas Fields, Volumes I, II and III. Vol. I (1998), Vol. II (1992), Vol. III (1982). California Department of Conservation, Division of Oil, Gas, and Geothermal Resources (DOGGR). 1,472 pp. Midway-Sunset information p. 280–290. PDF file available on CD from www.consrv.ca.gov.
- California Department of Conservation, Oil and Gas Statistics, Annual Report, December 31, 2006.

- [PDF] USGS Professional Paper 116, 1920, The Sunset-Midway Oil Field: Part I, Geology & Oil Resources. Texte complet
- Glenn J. Gregory, Geology of the Midway-Sunset Oil Field and Adjacent Temblor Range, San Joaquin Basin, California, 2001: Résumé